# Melampyrum sylvaticum
La spigarola delle foreste (nome scientifico Melampyrum sylvaticum L., 1753) è una piccola pianta erbacea appartenente alla famiglia delle Orobanchaceae.

## Etimologia
Il nome generico (melampyrum) deriva da due parole greche:  "mélas" (= nero) e "pyrós" (= grano), un nome usato da Teofrasto (371 a.C. – Atene, 287 a.C.), un filosofo e botanico greco antico, discepolo di Aristotele, autore di due ampi trattati botanici, per una pianta infestante delle colture di grano. L'epiteto specifico (sylvaticum) significa "dei boschi e delle foreste", habitat tipico per questa pianta.
Il binomio scientifico della pianta di questa voce è stato proposto da Carl von Linné (1707 – 1778) biologo e scrittore svedese, considerato il padre della moderna classificazione scientifica degli organismi viventi, nella pubblicazione "Species Plantarum - 2: 605" del 1753.

## Descrizione

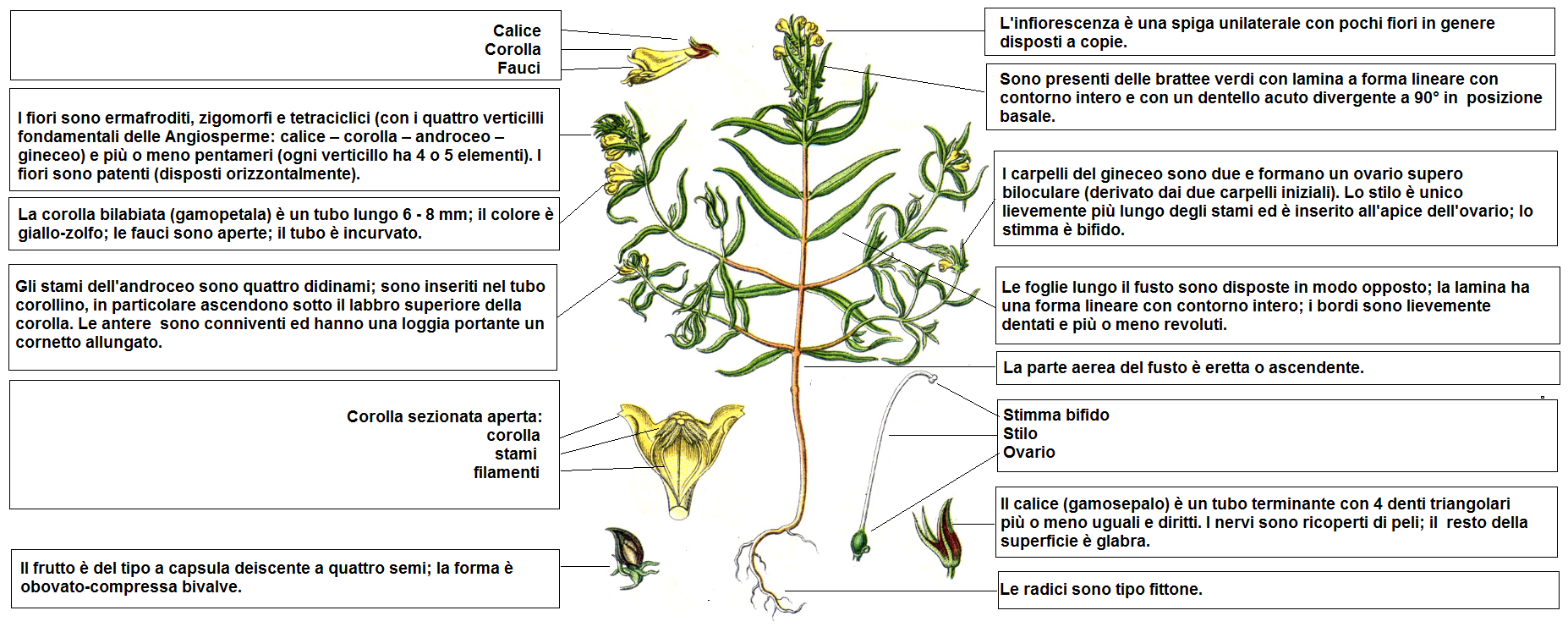
Descrizione delle parti della pianta

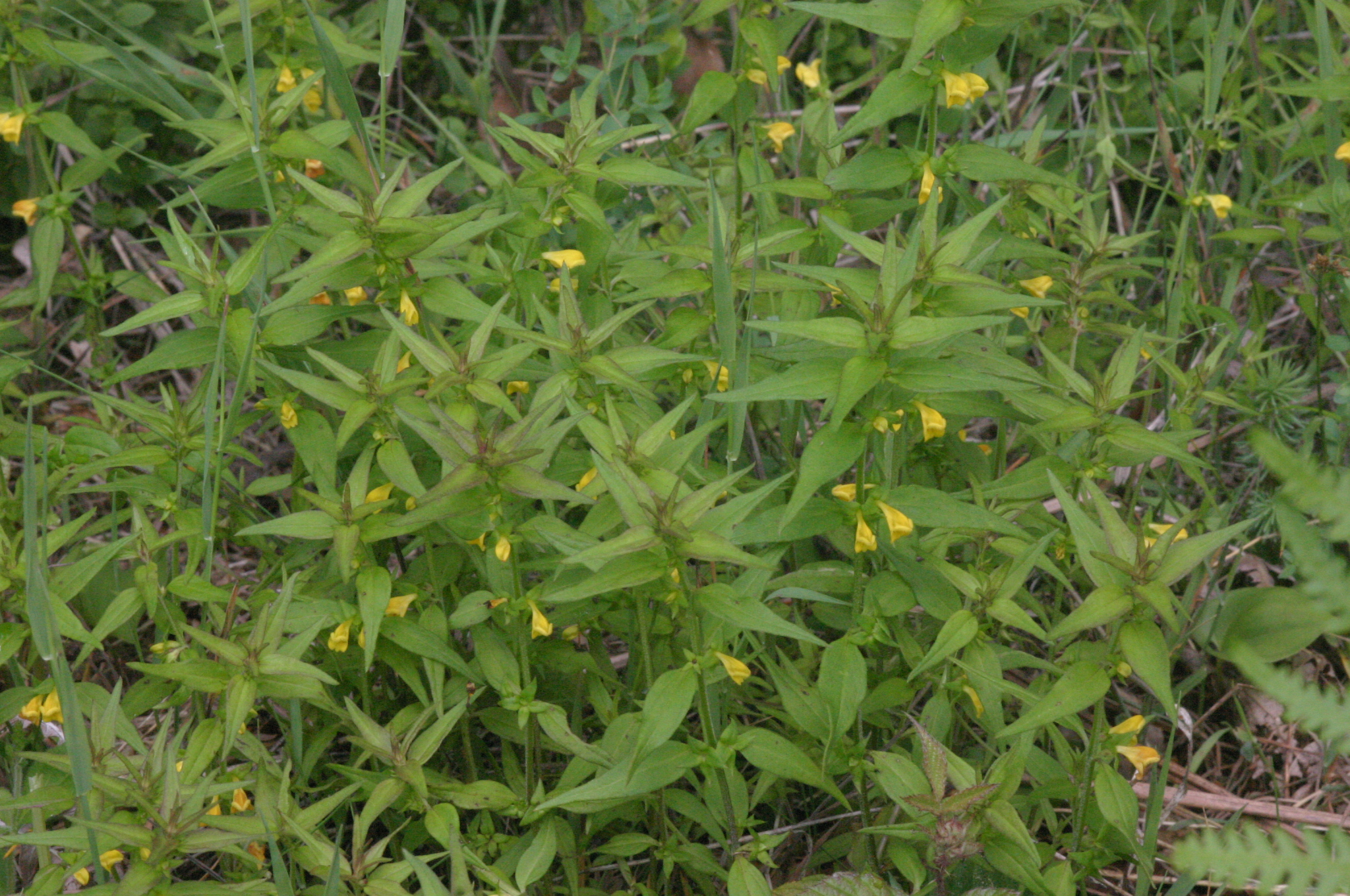
Il portamento

Queste piante possono arrivare fino ad una altezza di 8 – 25 cm (massimo 40 cm). La forma biologica è terofita scaposa (T scap), ossia in generale sono piante erbacee che differiscono dalle altre forme biologiche poiché, essendo annuali, superano la stagione avversa sotto forma di seme e sono munite di asse fiorale eretto e spesso privo di foglie. Sono piante “emiparassite” : possono vivere sulle radici di altre piante per prelevare acqua e sali minerali, mentre sono capaci di svolgere la funzione clorofilliana (al contrario delle piante “parassite assolute”). Queste piante non anneriscono durante la disseccazione.

### Radici
Le radici sono del tipo fittone.

### Fusto
La parte aerea del fusto è eretta o ascendente.

### Foglie
Le foglie lungo il fusto sono disposte in modo opposto; la lamina ha una forma lineare con contorno intero; i bordi sono lievemente dentati e più o meno revoluti. Dimensione delle foglie maggiori: larghezza 5 – 6 mm; lunghezza 50 – 60 mm.

### Infiorescenza

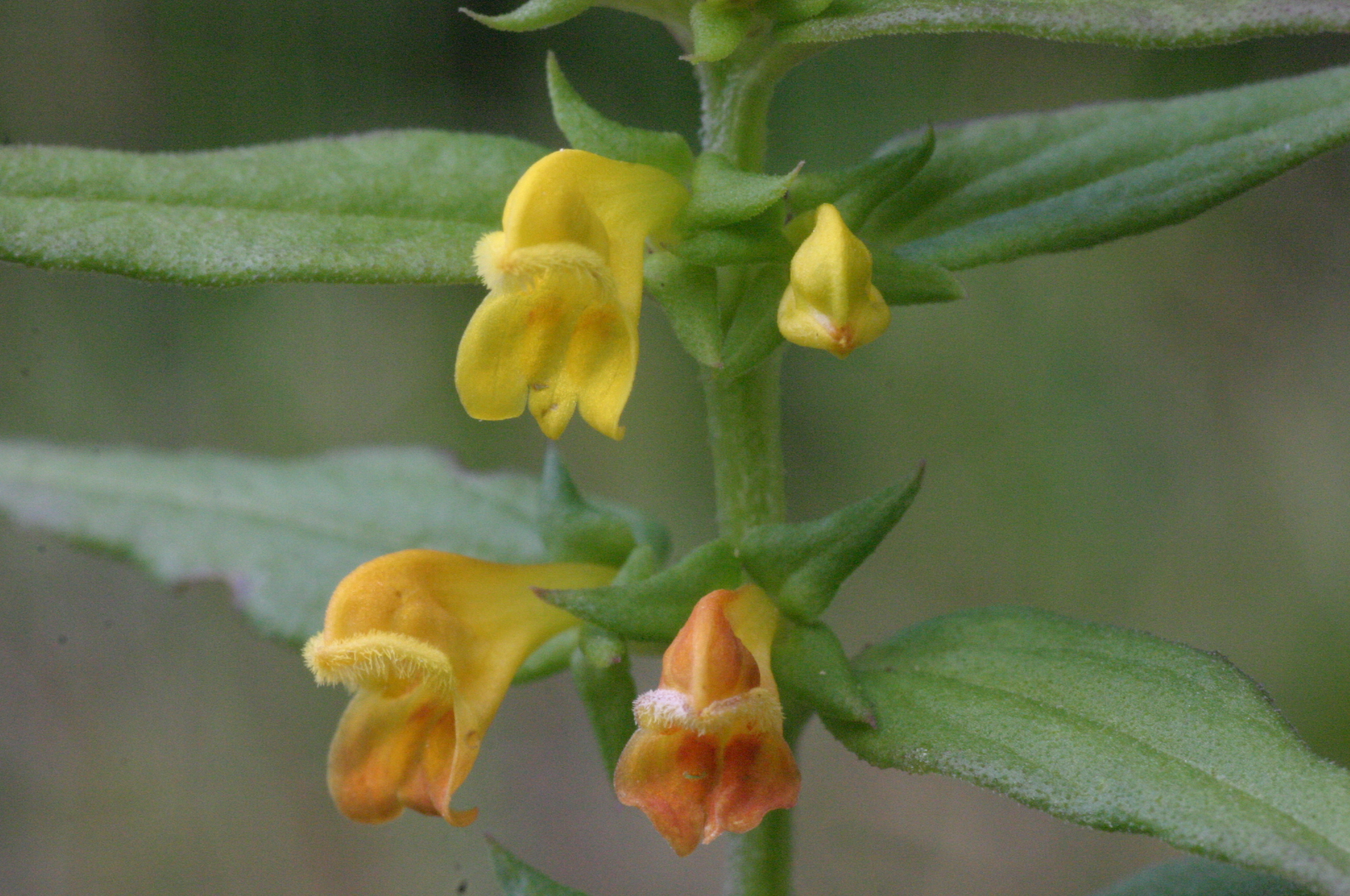
Infiorescenza

L'infiorescenza è una spiga unilaterale con pochi fiori in genere disposti a copie. Sono presenti delle brattee verdi con lamina a forma lineare con contorno intero e con un dentello acuto divergente a 90° in posizione basale.

### Fiore
I fiori sono ermafroditi, zigomorfi e tetraciclici (con i quattro verticilli fondamentali delle Angiosperme: calice – corolla – androceo – gineceo) e più o meno pentameri (ogni verticillo ha 4 o 5 elementi). I fiori sono patenti (disposti orizzontalmente). Lunghezza del fiore: 6 – 10 mm.
- Formula fiorale: per questa pianta viene indicata la seguente formula fiorale:

X, K (4), [C (2+3), A 2+2], G (2), (supero), capsula
- Calice: il calice (gamosepalo) è un tubo di 4 – 5 mm terminante con 4 denti triangolari più o meno uguali e diritti. I nervi sono ricoperti di peli minori di 0,1 mm di lunghezza; il resto della superficie è glabra. La lunghezza dei tubo del calice è di 1,5 - 2,5 mm, mentre la lunghezza dei denti è di 2,5 – 3 mm.
- Corolla: la corolla bilabiata (gamopetala) è un tubo lungo 6 – 8 mm; il colore è giallo-zolfo; le fauci sono aperte; il tubo è incurvato.
- Androceo: gli stami dell'androceo sono quattro didinami; sono inseriti nel tubo corollino, in particolare ascendono sotto il labbro superiore della corolla. Le antere sono conniventi ed hanno una loggia portante un cornetto allungato. Le sacche polliniche hanno l'estremità inferiore a forma di freccia[11],
- Gineceo: i carpelli del gineceo sono due e formano un ovario supero biloculare (derivato dai due carpelli iniziali). Lo stilo è unico lievemente più lungo degli stami ed è inserito all'apice dell'ovario; lo stimma è bifido.
- Fioritura: da giugno a agosto (settembre).

### Frutti
Il frutto è del tipo a capsula deiscente a quattro semi; la forma è obovato-compressa bivalve.

## Riproduzione
- Impollinazione: l'impollinazione avviene tramite insetti (impollinazione entomogama).
- Riproduzione: la fecondazione avviene fondamentalmente tramite l'impollinazione dei fiori (vedi sopra).
- Dispersione: i semi cadendo a terra sono successivamente dispersi soprattutto da insetti tipo formiche (disseminazione mirmecoria). Le formiche sono attratte da un piccolo corpo di olio inglobato nel seme stesso. Inoltre nella parte inferiore delle brattee sono presenti delle ghiandole nettarifere che attirano i bombi e altri insetti pronubi.

## Biologia
Queste piante sono emiparassite, ossia in parte producono clorofilla e sono capaci di assorbire in modo autonomo i minerali dal terreno, ma hanno anche la capacità di utilizzare le sostanze prodotte dalle piante a loro vicine (funzione parassitaria). I meccanismo con il quale assorbono le sostanze di altre piante è basato su piccoli austori posti al livello radicale. La pianta ospite può accettare di buon grado questo insediamento (come la specie Festuca ovina) oppure può opporsi con secrezioni di sostanze tossiche. Se l'infestazione nelle colture di cereali supera un certo livello, la farina prodotta è più scura, con un particolare odore e dal sapore più acre e disgustoso dovuto al glucoside velenoso "rinantina".

## Distribuzione e habitat

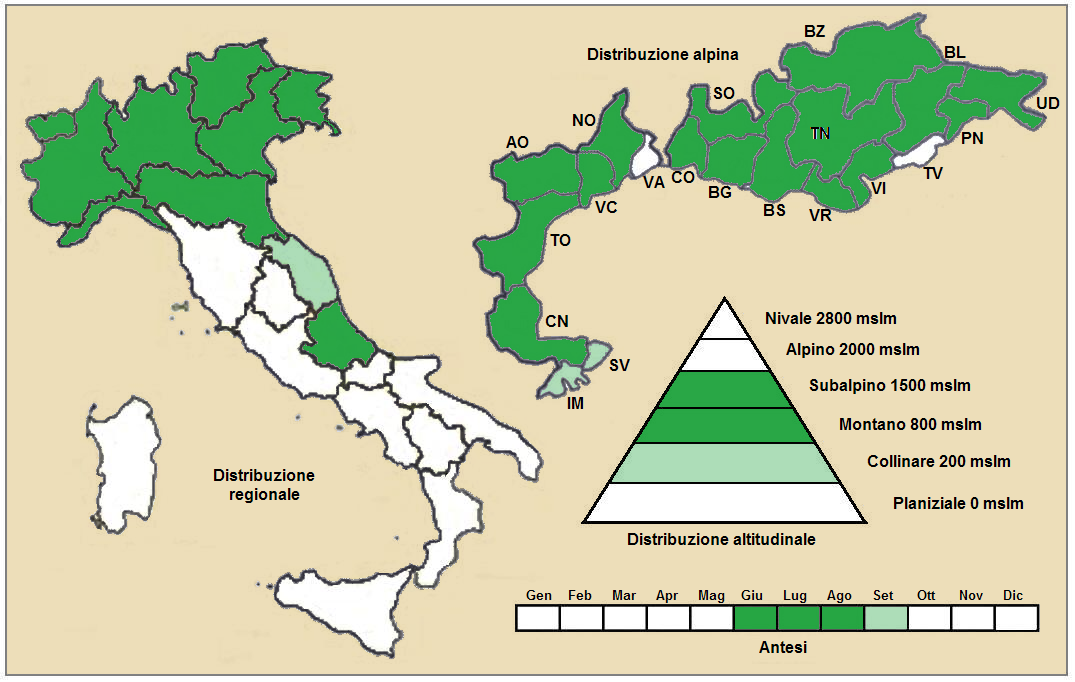
Distribuzione della pianta
(Distribuzione regionale – Distribuzione alpina)

- Geoelemento: il tipo corologico (area di origine) è Europeo.
- Distribuzione: in Italia questa specie è presente al Nord e al Centro (costa adriatica). Nelle Alpi è ovunque presente. Sugli altri rilievi europei collegati alle Alpi si trova nella Foresta Nera, Vosgi, Massiccio del Giura, Massiccio Centrale, Pirenei, Alpi Dinariche, Monti Balcani e Carpazi.[14] Nel resto dell'Europa è presente ovunque a eccetto la parte occidentale della Penisola Balcanica e l'Europa orientale-meridionale.[1]
- Habitat: l'habitat tipico per questa pianta sono i boschi di conifere e le zone a cespuglieti; ma anche le schiarite forestali, i margini erbacei meso-termofili dei boschi, le lande (a popolamento di lavanda). Il substrato preferito è sia calcareo che siliceo con pH acido, bassi valori nutrizionali del terreno che deve essere mediamente umido.[14]
- Distribuzione altitudinale: sui rilievi queste piante si possono trovare da 800 fino a 2200 m s.l.m.; frequentano quindi i seguenti piani vegetazionali: montano e subalpino e in parte quello collinare.

### Fitosociologia
Dal punto di vista fitosociologico Melampyrum sylvaticum appartiene alla seguente comunità vegetale:
Formazione: delle comunità forestali
Classe: Vaccinio-Piceetea excelsae

## Tassonomia
La famiglia di appartenenza della specie (Orobanchaceae) comprende soprattutto piante erbacee perenni e annuali semiparassite (ossia contengono ancora clorofilla a parte qualche genere completamente parassita) con uno o più austori connessi alle radici ospiti. È una famiglia abbastanza numerosa con circa 60 - 90 generi e oltre 1700 - 2000 specie (il numero dei generi e delle specie dipende dai vari metodi di classificazione) distribuiti in tutti i continenti. Il genere Melampyrum è distribuito in Europa, India, Giappone e Nord America; le sue specie preferiscono climi per lo più temperati delle regioni extratropicali. Comprende circa 30 - 40 specie di cui una dozzina sono presenti nella flora spontanea italiana.

### Filogenesi
La classificazione tassonomica del Melampyrum sylvaticum è in via di definizione in quanto fino a poco tempo fa il suo genere apparteneva alla famiglia delle Scrophulariaceae (secondo la classificazione ormai classica di Cronquist), mentre ora con i nuovi sistemi di classificazione filogenetica (classificazione APG) è stata assegnata alla famiglia delle Orobanchaceae e tribù Rhinantheae..
Il numero cromosomico per questa specie è: 2n = 18..

### Variabilità
Le specie del genere Melampyrum sono soggette al fenomeno del "polimorfismo stagionale". In particolare a quote basse dapprima si ha la fioritura "estivale" e quindi quella "autunnale". A quote più alte (alta montagna) a causa del più breve periodo di fioritura si ha una sola forma intermedia chiamata "monomorfa". Per questa specie sono descritte tre forme stagionali:
- fioritura estivale: Melampyrum sylvaticum L. fo.aestivale Ronn.
- fioritura autunnale: Melampyrum sylvaticum L. fo.sylvaticum (è la specie tipo)
- fioritura monomorfa: Melampyrum sylvaticum L. fo.carpathicum Schultes

Oltre ai tre tipi di fioritura, questa specie è variabile per i seguenti caratteri:
- la dentatura basale sulle foglie non è costante;
- il tubo della corolla raramente è quasi del tutto bianco.

### Sinonimi
Questa entità ha avuto nel tempo diverse nomenclature. L'elenco seguente indica alcuni tra i sinonimi più frequenti:
- Melampyrum sylvaticum subsp. subsylvaticum Schinz & Ronn.
- Melampyrum sylvaticum subsp. pallens Aussendorfer
- Melampyrum aestivale  Ronniger & Schinz
- Melampyrum carpaticum  Schult.
- Melampyrum intermedium  Ronniger & Schinz
- Melampyrum laricetorum  A. Kern.
- Melampyrum subsylvaticum  Ronniger & Schinz
- Melampyrum transsilvanicum  Schur
- Melampyrum sylvaticum subsp. aestivale (Ronniger & Schinz) Ronniger
- Melampyrum sylvaticum subsp. carpaticum (Schult.) Soó
- Melampyrum sylvaticum subsp. intermedium (Ronniger & Schinz) Ronniger
- Melampyrum sylvaticum subsp. laricetorum (A. Kern.) Ronniger
- Melampyrum sylvaticum subsp. transsilvanicum (Schur) Soó

### Specie simili
Le specie Melampyrum della flora spontanea italiana si dividono in cinque "gruppi di specie" principali non sempre di facile distinzione:
- Gruppo A: M. cristatum
- Gruppo B: M. arvense, M. barbatum, M. fimbriatum e M. variegatum
- Gruppo C: M. nemorosum, M. catalaunicum, M. italicum e M. velebiticum
- Gruppo D: M. sylvaticum
- Gruppo E: M. pratense

Il disegno (sotto) mostra i caratteri del calice e delle brattee di questi cinque gruppi.

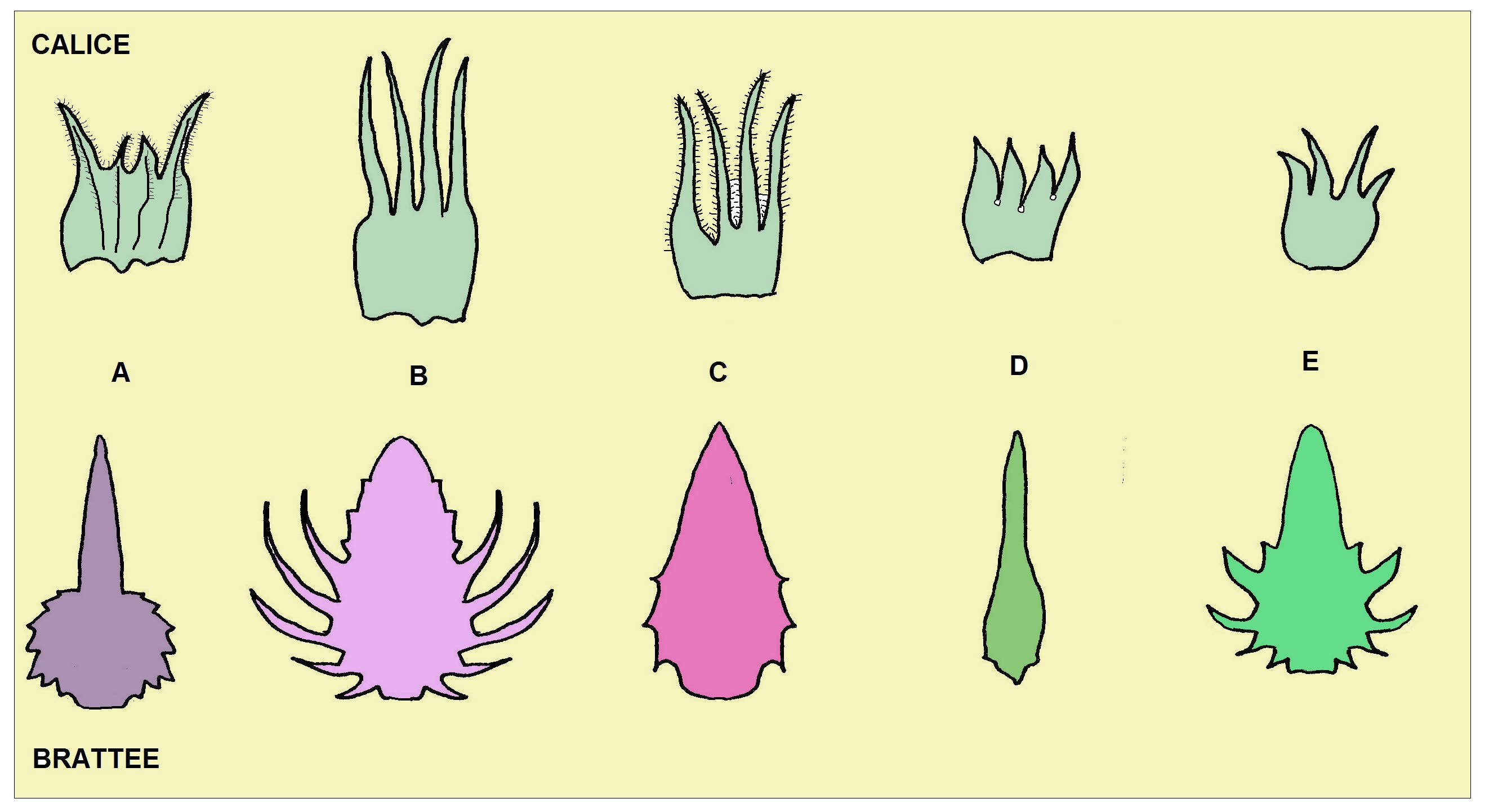
Calice e brattee dei cinque gruppi di Melampyrum
(A:M. cristatum - B:M. arvense - C:M. nemorosum - D:M. sylvaticum - E:M. pratense)

In particolare la specie  M. pratense è molto simile a quella di questa voce. La tabella seguente mette a confronto alcuni caratteri delle due specie:
| Carattere             | Melampyrum sylvaticum                                  | Melampyrum pratense                                               |
| --------------------- | ------------------------------------------------------ | ----------------------------------------------------------------- |
| Portamento            | Più gracile (massima altezza 40 cm)                    | Lievemente più robusta (massima altezza 60 cm)                    |
| Rami                  | Disposizione patente                                   | Sono meno patenti (più arcuati)                                   |
| Foglie                | Sono più strette e verdi                               | Sono allargate, verde scuro e annerenti alla fine della fioritura |
| Brattee               | La dentatura può mancare                               | Sono generalmente dentate                                         |
| Corolla               | È più breve, colorata di giallo e le fauci sono aperte | La corolla è allungata, colorata di bianco e con fauci chiuse     |
| Corolla dopo l'antesi | Nerastro-rosea                                         | Nerastra o nerastro-rosea-porporino                               |

## Altre notizie
Il  melampiro delle foreste in altre lingue è chiamato nei seguenti modi:
- (DE)  Wald-Wachtelweizen
- (FR)  Mélampyre des forêts
- (EN)  Small Cow-wheat